# Света Троица (Торонто)
Вижте пояснителната страница за други значения на Света Троица.
„Света Троица“ (на английски: Holy Trinity) е православен храм на епархията в САЩ, Канада и Австралия на Българската православна църква. Намира се в Торонто, Онтарио, Канада.

## История
В 1963 година Македоно-българската православна църква „Св. Георги“ напуска лоното на Българската православна църква след появил се разкол и се присъединява към Българската епархия в изграние на епископ Кирил Йончев, присъединена към Руската православна църква зад граница. На 22 октомври 1973 година, около 300 миряни от общността на църквата „Свети Георги“ основават Македоно-българска църковна община „Света Троица“ В 1976 година Българската епархия се присъединява към Американската православна църква, но енория „Света Троица“ остава в лоното на Руската задгранична църква.
На 27 май 1976 година общината купува имота и сградата на бившата англиканска църква „Рождество Христово“ за 350 000 долара и извършва необходимите ремонти да я оборудва за целите на православен храм. Заслуга за това има строителният инженер и предприемач Георги Симеонов. Иконостасът е изписан от Никола Ковачев.
През 1982 година храмът се присъединява към Българската православна църква.